# منتدى استعادة الديمقراطية - الشعب
منتدى استعادة الديمقراطية - الشعب، كان حزباً سياسياً في كينيا.

## التاريخ
تأسس الحزب في أكتوبر 1997 بعد الانفصال عن منتدى استعادة الديمقراطية - أسيلي. في الانتخابات العامة لعام 2002، فاز الحزب بـ 14 مقعدًا من أصل 210 مقعدًا منتخبًا في الجمعية الوطنية، بينما في المنافسة الرئاسية، أيد الحزب سيميون نياشاي الذي جاء في المركز الثالث بنسبة 5.9٪ وهذا في نفس الفترة.
في الانتخابات العامة لعام 2007، كان منتدى استعادة الديمقراطية - كينيا جزءًا من حزب الوحدة الوطنية الذي تم إنشاؤه حديثًا بقيادة الرئيس مواي كيباكي. حصل على ثلاثة مقاعد في البرلمان، لكنه أصبح أول من ألغى فوزه بمقعد برلماني في عريضة انتخابية، عندما ألغيت نتيجة دائرة بوماكوغ.
في عام 2016 اندمج الحزب في حزب اليوبيل.